# Roberson (football)
Pour les articles homonymes, voir Roberson.
Roberson de Arruda Alves, plus communément appelé Roberson est un footballeur brésilien né le 2 avril 1989 à Campo Grande dans l'État du Mato Grosso do Sul au Brésil. Il évolue au poste de milieu de terrain avec l'équipe algérienne du MC Alger.

## Biographie
Roberson joue un match en Copa Sudamericana avec le club de Grêmio. Il joue un total de 27 matchs dans le championnat du Brésil de 1re division.